# 도암초등학교 (전남)
도암초등학교는 대한민국 전라남도 강진군 도암면 석문리에 있는 공립 초등학교이다.

## 학교 연혁
- 1922년 10월 30일 설립인가
- 1923년 4월 2일 도암공립보통학교 개교
- 1938년 4월 1일 도암공립심상소학교 개칭
- 1941년 4월 1일 도암공립국민학교 개칭
- 1948년 9월 1일 도암국민학교로 개칭
- 1981년 3월 9일 병설유치원 개원
- 1987년 3월 1일 만덕분교장[1] 통합
- 1994년 3월 1일 만덕분교장 폐교
- 1995년 3월 1일 계라분교장[2], 산정분교장[3] 통합
- 1996년 3월 1일 도암초등학교로 개칭
- 1996년 3월 1일 산정분교장 폐교
- 1998년 3월 1일 계라분교장, 도암동초등학교 폐교
- 2015년 9월 1일 제37대 김옥분 교장 부임
- 2018년 2월 14일 제94회 졸업(총7,741명)

## 학교 상징
- 교화 : 동백꽃 - 화목, 겸손, 절개
- 교목 : 돈나무 - 인내, 용기, 절개
- 교색 : 파랑 - 젊음, 성장, 승리

## 참고 자료
- 도암초등학교 - 한국교육학술정보원 학교알리미